# Societat dels Ferrocarrils d'Almansa a València i Tarragona
La Societat dels Ferrocarrils d'Almansa a València i Tarragona (AVT) va ser una companyia ferroviària que va existir durant la segona meitat del segle xix, fins que va desaparéixer després de ser annexionada per la Companyia dels Camins de Ferro del Nord d'Espanya. Va tindre el seu àmbit d'actuació al País Valencià i Catalunya.

## Història

### Orígens i naixement de la companyia
El 12 de juliol de 1845, es dona la concessió d'un ferrocarril de València a Madrid per Albacete, Almansa, Xàtiva i Alzira al britànic Wole, vingut a promoure la idea del ferrocarril a Espanya amb alguns dels seus compatriotes. Poc després, creen la Societat del Ferrocarril de Madrid a València, amb un capital de 240 milions de rals. És una societat efímera: poc després d'haver realitzat alguns treballs, es convoca una assemblea general dels accionistes en 1847 per a la dissolució de la companyia. Els pocs treballs realitzats i els drets de concessió se cedeixen a l'espanyol Próspero Volney, però el nou conveni ja no es refereix més que al tram de Grau de València a Xàtiva (que portava en aquest moment el nom de Sant Felip de Xàtiva). A principis de 1851, Volney cedeix els seus drets a l'empresari valencià Josep Campo i Pérez. És ell qui construirà la línia i establirà una verdadera xarxa. Abans de finals d'any, funda la Companyia del Ferrocarril de Xàtiva al Grau de València. La primera secció de València al Grau s'obri en 1852 i dos anys després, el ferrocarril arriba a Xàtiva, motiu de grans celebracions.
Quan José Campo crea la seua primera companyia, ningú no sap encara a quin port de la Mediterrània havia a arribar la línia, aleshores en construcció de Madrid a Aranjuez. Pot lògicament esperar una simple connexió amb la seua línia, la qual cosa permetria desembocar a València, però està en competència amb José de Salamanca, qui té les seues pròpies idees sobre la qüestió i demana al Govern, el 21 de juny de 1851, perllongar la línia d'Aranjuez fins a Alacant. El Ministeri està indecís. Inicialment, només concedeix José de Salamanca una prolongació d'Aranjuez a Almansa, la qual cosa deixa la via oberta a totes les possibilitats: eixida cap al mar per València, per Alacant, o fins i tot per Cartagena, una solució afavorida pels militars. Finalment, a José Campo se li escapa la connexió des de Madrid, ja que s'afavoreix l'opció d'Alacant. Obté, no obstant això, la concessió del tram Almansa-Xàtiva per decret del 26 d'agost de 1852.

### Projectes d'ampliació
Havent obtingut la concessió d'una primera prolongació, José Campo es limita inicialment a acabar la línia de Xàtiva. És necessari esmentar que l'avantprojecte triat pel Govern per a la prolongació cap a Almansa no li agrada massa i que desitja modificar-lo. La seua nova proposta de traçat és aprovada mitjançant una llei de 6 de febrer de 1856. La societat pren aleshores el nom de Companyia del Ferrocarril del Grau de València a Almansa. Els treballs comencen immediatament, amb carrils muntats amb travesses metàl·liques. Arribarà a Almansa en 1859.
Un any abans, el 15 de març de 1858, la companyia MSA arriba a Alacant, fet que permet la primera connexió ferroviària entre Madrid i la Mediterrània. Aquesta potent companyia ja pensa a estendre's i ha posat les seues mires obertament sobre l'empresa de José Campo, amb qui obri negociacions amb la finalitat d'una fusió, una operació que seria encara més sucosa perquè una llei del 5 de juliol de 1856 havia concedit José Campo una línia de València a Tarragona. Amb tot, José de Salamanca té dubtes, ja que la línia d'Almansa sembla haver estat construïda de forma lleugera. Diversos ponts són de fusta i València només disposa d'una estació de ferrocarril provisional i, en general, queda molt per fer. Abans de decidir-se per una fusió, la MSA desitja examinar la línia en els seus menors detalls. La negociació es perllonga. D'altra banda, la societat valenciana té dificultats financeres i el 15 de febrer de 1859, MSA li concedeix un crèdit de 12 milions de rals, la qual cosa dona una opció per a la fusió. Un compromís amb José de Salamanca semblava haver-se aconseguit el 20 d'abril de 1859, però José Campo desitja compensacions. S'entrevista amb el baró de Rothschild a París en successives ocasions en 1860 sense arribar a un acord. Així, cada companyia conservarà la seua independència. En 1861, la societat canvia de nou de nom i es tracta ara de la Societat dels Ferrocarrils d'Almansa a Xàtiva i al Grau de València.
Quan la línia de Tarragona es concedeix a José Campo, aquest compta amb el suport financer de la Societat General Catalana de Crèdit i la Societat Valenciana de Foment. La crisi econòmica de 1857 causa molts problemes al banc català, que cedeix tots els seus drets a José Campo. Un reial decret de 21 de març de 1861 regularitza aquesta situació i atorga ja la concessió només a José Campo i al banc valencià. El 5 de març de 1862, la companyia pren oficialment el nom de Societat dels Ferrocarrils d'Almansa a València i Tarragona (AVT). Afegint els 279 km d'aquesta línia que encara han de ser construïts, per algun temps la companyia AVT es convertirà en la tercera de l'Estat en importància després de Nord i MSA.
Al principi, els treballs avancen ràpidament. S'arriba a Castelló de la Plana a la fi de 1862, però la crisi que va a afectar la Societat Valenciana de Foment a partir de 1864 retardarà fortament els treballs. És necessari esmentar que aquests aconsegueixen una àrea especialment difícil. El major obstacle és el pas del riu Ebre prop de la seua desembocadura, que serà estudiat a partir de 1859 i que ha de permetre el pas dels bucs fins al port de Tortosa. L'exèrcit exigeix que el pont tinga un llum de 17 metres. A més és necessari tindre en compte també les crescudes sempre imprevisibles del riu. Un reial decret del 10 de juliol de 1865 crea una comissió encarregada de trobar el millor punt per travessar el riu. En 1866, el Govern fixa definitivament aquest punt a Tortosa. El pont s'inaugura finalment el 21 de juny de 1868, fet que garanteix la continuïtat del traçat de València a Barcelona.

### Últims projectes
La crisi econòmica de 1866 causa seriosos problemes financers a la companyia, però sobretot a la Societat Valenciana de Crèdit. Encara que Campo es va negar a liquidar-la, es va veure obligat a admetre un important grup de financers catalans. Aquests desenvolupen una guerra larvada contra els mètodes empleats per l'entorn de Campo, els qui arriben fins i tot a llançar greus acusacions de corrupció. La celebració d'un acord amb els creditors de la companyia, en 1872, permet consolidar la posició financera de la companyia. Campo pot aleshores examinar l'extensió de la seua xarxa. A principis dels anys 1880, adquireix dues companyies amb línies en via mètrica. La "Companyia Anònima del Tram-way de Carcaixent a Dénia" acaba d'obtindre l'autorització d'utilitzar la tracció de vapor. Poc interessats en la inversió necessària per a la conversió, els seus propietaris (la família Trénor) cedeixen la concessió a José Campo el 23 de setembre de 1880. És ell qui equipa la línia per a la tracció vapor, el primer tren circulant el 28 de novembre de 1881. La línia es transfereix oficialment a l'AVT el 15 d'agost de 1883. La segona línia pertany a la "Companyia Anònima del Tram-way de Carcaixent a Gandia", llavors amb grans dificultats financeres i José Campo obté la seua concessió el 19 de gener de 1881. Aquest també obté per a aquesta línia l'autorització d'utilitzar la tracció vapor. Aquest tram es transferirà oficialment a l'AVT l'1 d'agost de 1889.
Molt ràpidament, aquesta xicoteta xarxa, que dona servei a una rica regió agrícola per a la qual transporta taronges i diferents mercaderies, va a convertir-se en un dels pulmons econòmics de la companyia. Així l'any 1890 aporta 47.301 tones de mercaderies i 246.630 viatgers a la xarxa d'AVT. Al mateix temps, José Campo pensa a construir un branc de Sagunt a Sogorb, i a llançar un altre d'un punt de la línia Xàtiva - Almansa cap a Múrcia. En 1887, demana la concessió d'una línia Xàtiva-Alcoi sense subvenció. La construcció d'aquesta línia de difícil traçat va a ser retardada per les inclemències meteorològiques. José Campo mai veurà el final, atés que mor a l'agost de 1889. Sense la seua energia i amb l'acumulació dels problemes financers, la seua companyia desapareix amb ell. El 25 de maig de 1891, se signa un contracte amb la Companyia dels Camins de Ferro del Nord d'Espanya per a la cessió de l'AVT. La cessió és ratificada mitjançant una llei de 30 de juliol. És "Nord" qui s'encarregarà de finalitzar la línia Xàtiva-Alcoi.

## Xarxa

### Ample ibèric
| Data                   | Secció                          | Longitud (km) |
| 22 de març de 1852     | València-El Grau de València    | 4,189         |
| 24 d'octubre de 1852   | València-Silla                  | 12,356        |
| 8 de desembre de 1852  | Silla-Benifaió                  | 8,907         |
| 9 d'abril de 1853      | Carcaixent-Alzira               | 3,631         |
| 1 de maig de 1853      | Alzira-Benifaió                 | 14,701        |
| 1 de juliol de 1854    | Carcaixent-Manuel               | 8,962         |
| 20 de desembre de 1854 | Manuel-Xàtiva                   | 7,196         |
| 19 de novembre de 1857 | Xàtiva-Alcudia de Crespins      | 6,469         |
| 19 de novembre de 1858 | Alcúdia de Crespins-Moixent     | 18,832        |
| 19 de novembre de 1859 | Moixent-Almansa                 | 49,952        |
| 20 d'abril de 1862     | València-Sagunt                 | 28,486        |
| 25 d'agost de 1862     | Sagunt-Nules                    | 21,441        |
| 26 de desembre de 1862 | Nules-Castelló de la Plana      | 17,936        |
| 16 de novembre de 1863 | Castelló de la Plana-Benicàssim | 12,175        |
| 12 de març de 1865     | Benicàssim-Ulldecona            | 80,562        |
| 12 de març de 1865     | Amposta-Tarragona               | 69,155        |
| 19 de març de 1867     | Ulldecona-Tortosa               | 29,278        |
| 8 de maig de 1867      | Tortosa-Amposta                 | 13,037        |

### Ample mètric
| Data                | Secció            | Longitud (km) |
| 8 de febrer de 1864 | Carcaixent-Gandia | ?             |
| 1 d'abril de 1884   | Gandia-Dénia      | ?             |

## Material motor
La companyia AVT va començar la seua explotació amb solament cinc locomotores, encarregades al Regne Unit. També és cert que al principi, la línia només tenia una longitud de 4 quilòmetres. Un dels inevitables mecànics britànics que acompanyaran aquest lliurament, Henri Fink, es convertirà posteriorment en cap dels tallers de la companyia.
| tipus | Núm. AVT 1 | Núm. AVT 2 | Núm. Nord | Fabricant                       | Núm. de fàbrica | Any  | Pes (t) | Notes                                |
| 120 T | 1-3        | 1-3        | 281-283   | Stothert, Slaugther and Company | ?               | 1852 | 18,0    | .                                    |
| 120   | 4-5        | 4-5        | 284-285   | Stephenson                      | 869-870         | 1853 | 22,0    | .                                    |
| 120   | 6-7        | 6-7        | 286-287   | Sharp-Stewart                   | 779-780         | 1854 | ?       | .                                    |
| 120   | 8-10       | 8-10       | 288-290   | Stothert, Slaugther and Company | ?               | 1855 | 24,0    | .                                    |
| 021   | 11-13      | 11-13      | 291-293   | Slaugther &amp; Grunning        | ?               | 1855 | 23,5    | .                                    |
| 030   | 14-17      | 41-44      | 1701-1704 | Slaugther &amp; Grunning        | ?               | 1858 | 30,8    | .                                    |
| 120   | 18-20      | 14-16      | 294-296   | Sharp-Stewart                   | 1183-1185       | 1860 | 23,5    | .                                    |
| 120   | .          | 17-19      | 297-299   | Nasmyth &amp; Wilson            | 202-204         | 1879 | 38,6    | .                                    |
| 021   | .          | 20-23      | 300-303   | Hartmann                        | 1371-1374       | 1885 | 33,6    | .                                    |
| 021   | .          | 20-23      | 300-303   | Hartmann                        | 1371-1374       | 1885 | 33,6    | .                                    |
| 020 T | ?          | 30         | .         | Sharp-Stewart                   | 1305            | 1861 | ?       | .                                    |
| 030   | 21-22      | 45-46      | 1705-1706 | Sharp-Stewart                   | 1222-1223       | 1860 | 30,8    | .                                    |
| 021 T | 23-26      | 51-54      | 320-323   | J.F. Cail & Cie, París          | 1194-1197       | 1863 | ?       | Reformades en 021 en 1883            |
| 030   | 27-30      | 47-50      | 1727-1730 | J.F. Cail & Cie., París         | 1162-1165       | 1863 | 29,8    | .                                    |
| 021   | 31-40      | 31-40      | 310-319   | J.F. Cail & Cie., París         | 1174-1183       | 1863 | 23,8    | .                                    |
| 021   | 41-50      | .          | .         | J.F. Cail & Cie., París         | 1184-1193       | 1863 | 23,8    | Venudes al Madrid-Malpartida en 1876 |
| 021 T | 51-55      | 55-59      | 324-328   | J.F. Cail & Cie, París          | 1198-1202       | 1865 | ?       | Reformades en 021 en 1883            |
| 030   | 56-61      | 60-65      | 1731-1736 | J.F. Cail & Cie, París          | 1166-1269       | 1865 | 29,8    | .                                    |
| 030   | 62-65      | 66-69      | 1707-1710 | Nasmyth &amp; Wilson            | 190-193         | 1876 | 34,8    | .                                    |
| 030   | 66-67      | 70-71      | 1711-1712 | Nasmyth &amp; Wilson            | 200-201         | 1879 | 34,8    | .                                    |
| 030   | .          | 72-77      | 1713-1718 | Sharp-Stewart                   | 2976-2981       | 1881 | 33,7    | .                                    |
| 030   | .          | 78-85      | 1719-1726 | Sharp-Stewart                   | 3680-3687       | 1891 | 33,7    | .                                    |
| 040   | .          | 101-105    | 2701-2705 | Hartmann                        | 1196-1200       | 1883 | 44,6    | .                                    |
| 040   | .          | 106-112    | 2706-2712 | Hartmann                        | 1358-1364       | 1884 | 44,6    | .                                    |